# カザマンス

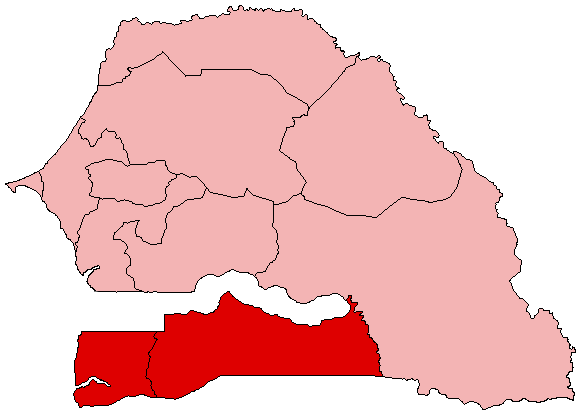
カザマンスの位置

カザマンス地方（Casamance）は、西アフリカのセネガル共和国南西部にあり、ガンビアとギニアビサウの間に位置する。セネガルの行政区分でジガンショール州、セディウ州、コルダ州の3州にまたがる地域。面積は約21,011Km2、中心都市はジガンショール。

## 民族・言語・宗教
カザマンスの住民はジョラ族が多い。ジョラ族の言語は、方言の多いことで知られるジョラ諸語 (jóola) で、方言としてジョラ＝フォニィ語、Boulouf、Kasa等がある。宗教はキリスト教徒が多い。

## 歴史

### 伝説
カザマンスの老人がよく語る伝説的な人物としては、ジナバ・バッジ (Djinabo Badgi) やアリン・シトゥ・ジャタ (Alyn Sytoe JataもしくはAline Sitow Diatta) がいる。また、カザマンスに到達した最初のヨーロッパ人は、ジョラ族の建築技術の高さに驚いた。彼らはアフリカで唯一、防水で2階建てのカーズを作る技術を持っていたからだ。

### フランス統治時代
19世紀から20世紀初頭のフランス統治時代、他のセネガルの地域と同様にフランスは族長など地域の権力者を利用してカザマンス地方も治めようとした。しかしカザマンスの住民ジョラ族は階級制度を持たない上、カザマンス社会には地域の権力者も存在しなかった。そこでフランスはマンディンカ族の族長をカザマンスに移住させ、カザマンスを治めようと試みた。しかしジョラ族はこれに反発し、フランスに対する激しい抵抗運動が1930年代まで続いた。1943年には伝統的女性司祭en:Aline Sitoe Diatta (仏: Aline Sitoé Diatta)に率いられた抵抗運動が起きた。この運動はフランス軍によって弾圧され、この女性司祭は現在のマリ共和国のトンブクトゥで投獄され、その後亡くなった。彼女はカザマンスの人々の誇りとなり、「カザマンスのジャンヌ・ダルク」とも呼ばれた。1950年から1970年にかけて、中国人がカザマンスで稲作の技術改良を行った。

### セネガル独立
1960年にセネガルがフランスから独立した。しかしセネガルのウォロフ族の居住地域は都市化による発展が進み、それに従い、都市の商業や行政上の使用言語などによるウォロフ化が進み、カザマンスのジョラ族は政治や経済的に辺境に追いやられた。そのためカザマンスの住民は反発すると同時に、他の地域と異なる自分達の伝統文化を守る事を宣言し、中央政府の北部（ウォロフ族）に対して抵抗運動を始めた。

### カザマンス紛争

カザマンス民主勢力運動（MFDC）の旗。1988年採用

1982年12月26日、ジガンショールで分離独立を求めるカザマンス民主勢力運動（MFDC）が政府軍との間で武装衝突を起こした。以来、現在に至るまで、政府側と武装衝突が続いている。隣国ギニアビサウ（MFDCの本拠地がギニアビサウの北部、セネガルとの国境近くにある。）がMFDCを支持していたことから、セネガル政府とギニアビサウとの関係も悪化していた。ギニアビサウとの国境付近で海底油田が発見され、セネガルとギニアビサウ両国は海上国境の策定をめぐって国際司法裁判所で争っていたが、判決はセネガルに有利なものとなったという背景などがある。

## 年表
- 1456年 : ヴェネツィア共和国の航海士アルヴィーゼ・ダ・カダモスト (Alvide da Ca' da Mosto) が、ガンビア南部地域のガンビア川を探検した。
- 1570年 : ポルトガルの航海士アンドレ・アルバレ・アマダ (André Alvares Amada) がカザマンス川を上り、ブリカマ(Brikama)でカサ王国の王カザ・マンサ（Kasa Mansa, en:Bainuk people）に拝謁する。
- 1645年 : ポルトガル人によってジギンショールが建設される。
- 17世紀 : カザ王国がKaabu Empireに滅ぼされる。
- 1837年 : フランスがポルトガルから領土を購入。セディウ (Sédhiou、Seju) 要塞を建設する。
- 1851年 : フランスがカラバン（英語版） (Karabane) を奪取。また、カニュ（英語版） (Kagnut) 、サマティ（フランス語版） (Samatyt) にも服従を要求。
- 1860年 : フランスとビュリュフ（フランス語版） (Buluf) 、テンデュク (Tenduk) 、エラナ（フランス語版） (Elana) 、マンガギュラク（フランス語版） (Mangagulak) などの村との間に条約が締結される。
- 1886年 : ポルトガルがフランスにジギンショールを割譲。
- 1892年 : 勅許会社フランス西アフリカ会社（フランス語版） (CFAO、Compagnie française pour l'Afrique Occidentale、本社：マルセイユ) のジガンショール支店開設。
- 1901年 (3月23日) : フォドゥ・カバ（フランス語版） (Fode Kaba) 死去。
- 1901年 : フランスの会社がビニョナ（英語版） (Bignona) に進出。
- 1903年 : フランス軍のミスでシアルブ・ジャータ (Sihalebe Diatta) 王を逮捕。王は司祭で武装していなかった。この逮捕事件で、セジュー (Seju, セディウ) は神聖な街とされることとなった。
- 1905年 : ポルトガル領ギニアとフランス領の間の国境線画定の後、ウスイ（フランス語版） (Husuy、Oussouye) でポルトガル伝道団とフランス伝道団が分裂。
- 1908年 : ウスイ王にシアルブ・ジャータの後継者ジャンケベ (Jankebe) が即位。
- 1914年 - 1918年 : 第一次世界大戦のため、カザマンスの人々にも多くの死者が出た。
- 1918年 : 修道女アランディゾ (Alandiso) 逮捕。
- 1960年 : セネガル共和国独立。
- 2003年 : カザマンス民主勢力運動 (Mouvement des Forces Démocratiques de la Casamance、(MFDC)) 事務総長シーディー・バッジ(Sidhi Badji)が死去。和平交渉は継続。
- 2004年12月30日 : セネガル大統領アブドゥライ・ワッド (Abdoulaye Wade) とMFDC事務総長オーギュスタン・ジャマクヌ・サンゴール（英語版）神父 (Augustin Diamacoune Senghor) の間で和平合意。
- 2006年3月-4月：ギニアビサウ軍がギニアビサウ国内にあるMFDC分派の基地の掃討作戦を実施。国境地域で戦闘が繰り広げられる。

## 経済

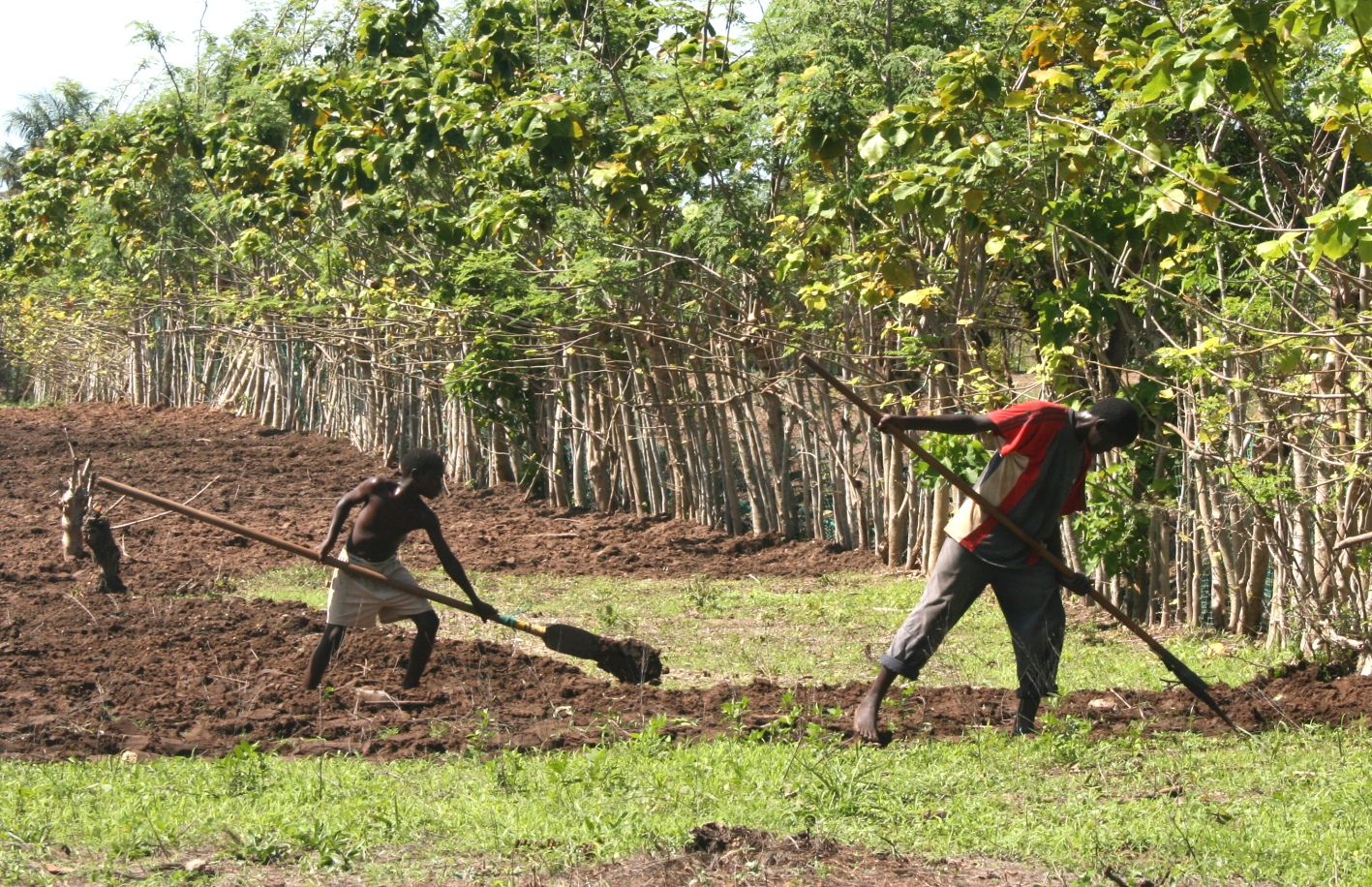
カザマンスに於ける農業。

稲作などの農業が中心。地域によっては観光業もある。

## 行政区分
カザマンス地方は、ジガンショール州、セディウ州、コルダ州の3州からなる。
- ジガンショール州
  - ジガンショール県 --- ジガンショール (Ziguinchor)
  - ビニョナ県 --- ビニョナ（英語版） (Bignona)
  - ウスイ県 --- ウスイ（フランス語版） (Oussouye) 。観光で有名な街カップスキリング（英語版） (フランス語: Cap Skirring) がある。
- セディウ州
  - ブンキリング県 --- ブンキリング（フランス語版）
  - グドンプ県 --- グドンプ（フランス語版）
  - セディウ県 --- 州都：セディウ (Sédhiou)
- コルダ州
  - コルダ県 --- 州都：コルダ (Kolda)
  - ヴェリンガラ県 --- ヴェリンガラ (Velingara)

## ジョラ号
2002年9月26日、ジガンショールからダカールへ出航したセネガル政府所有のフェリー・ジョラ号がガンビア沖で沈没した。この惨事で少なくとも1,863人が死亡し、アフリカ史上最悪の海難事故となった。